# Tom Laughlin
Thomas Robert "Tom" Laughlin (Milwaukee, Wisconsin, 10 de agosto de 1931 – Thousand Oaks, California, 12 de diciembre de 2013) fue un actor, director de cine, guionista, productor de cine y activista político estadounidense conocido especialmente por la serie de cinco películas de Billy Jack, en las que fue protagonista, director, guionista y productor. La serie se inició con Born Loser (Nacidos para perder), protagonizada por él mismo en el papel de Billy Jack, Elizabeth James y Jeremy Slate. Tuvo un costo de producción de 400 mil dólares y ha dejado ganancias de 36 millones de dólares.

## Vida personal
Estuvo casado con Delores Taylor hasta el momento de su fallecimiento con la cual tuvo tres hijos: Frank, Teresa y Cristina. Laughlin había padecido durante su vida de varias enfermedades. A principios del año 2000 se le hizo el diagnóstico de cáncer de lengua, llegando a ser desahuciado, aunque posteriormente mediante información en su sitio Web, mencionó que había remisión del tumor maligno. Posteriormente informó de ser portador de Enfermedad Celíaca, un trastorno digestivo autoinmune, el cual fue controlado y después presentó varios ataques cerebrales, los cuales no le dejaron secuelas.

## Muerte
Tom Laughlin murió en el Medical Center Hospital "Los Robles" ubicado en Thousand Oaks (California, Estados Unidos., por complicaciones de una neumonía el 12 de diciembre de 2013, a los 82 años de edad.

## Selección de su filmografía

### Actor
- Té y simpatía (1956)
- Al sur del Pacífico (1958)
- Nacidos para perder (1967)
- Billy, el defensor (1971)
- The Trial of Billy Jack (1974)
- The Master Gunfighter (1975)
- El viaje de los malditos (1976)
- Billy Jack Goes to Washington (1977)
- The Big Sleep (1978)
- La leyenda del Llanero Solitario (1981)
- The Return of Billy Jack (1986)

### Director
- Nacidos para perder (1967)
- Billy, el defensor (1971)
- The Trial of Billy Jack (1974)
- Billy Jack Goes to Washington (1977)
- The Return of Billy Jack (1986)